# 2011 UZ412
2011 UZ412, também escrito como 2011 UZ412, é um objeto transnetuniano que está localizado no Cinturão de Kuiper, uma região do Sistema Solar. Este corpo celeste está em uma ressonância orbital de 3:4 com o planeta Netuno. Ele possui uma magnitude absoluta de 9,3 e tem um diâmetro estimado com cerca de 61 quilômetros.

## Descoberta
2011 UZ412 foi descoberto no dia 24 de outubro de 2011 pelo astrônomo M. Alexandersen.

## Órbita
A órbita de 2011 UZ412 tem uma excentricidade de 0,132 e possui um semieixo maior de 36,396 UA. O seu periélio leva o mesmo a uma distância de 31,589 UA em relação ao Sol e seu afélio a 41,203 UA.